# 牛东平
牛东平（1937年10月—），山西人，中华人民共和国牙科医学家。

## 生平
1961年毕业于北京医学院，后从事口腔医学专业。1961至1975年，在第一军医大附属医院任职。1975至1987年，在运城地区口腔医院主任医师。因致力于发展农村口腔保健和中等口腔医学教育方面成绩显著，1989年获笹川卫生奖。1995年2月，创建山西齿科医院。2002年12元，创建北京东平口腔门诊部。此外他在1993年至2003年期间，担任第八、九届全国政协委员。